# Skyrail-ITM
Skyrail International Tourism Management（簡稱：Skyrail-ITM 或 Skyrail），是一間以旅遊纜車管理顧問及經營為業務的跨國公司，總部設於澳洲昆士蘭，於1995年創辦。

## 服務景點
- 澳大利亞雪梨塔隆加動物園[1]
- 澳大利亞昆士蘭省凱恩斯 Skyrail Rainforest Cableway（英语：Skyrail Rainforest Cableway） [2]

## 香港 Skyrail
Skyrail 在香港成立子公司── Skyrail-ITM（Hong Kong）Ltd，主席為簡卓民（Ken Chapman）(於2005年9月入職為總經理，其後轉任為香港 Skyrail 主席)，常務董事是高德偉（William A. Calderwood）(曾經出任澳洲旅遊局副執行總監及安捷航空旗下的旅行社組織 Traveland)。地鐵公司與 Skyrail-ITM 簽署為期20年的合約，合作組成聯合營運公司，於2002年6月投得昂坪360為期30年的專利營運權利。然後在其管理下，昂坪360多次發生事故，其硬件質素及管理手法受到公眾關注。
昂坪360於啟用初期，曾經多次發生事故，其硬件質素及管理手法多次引起香港傳媒及立法會議員的關注。於2007年昂坪纜車墮下事故發生後，香港政府勒令即時停駛纜車，並且進行徹底調查。地鐵公司其後以收購纜車公司的方式，終止與 Skyrail-ITM 合作。兩名前任高層人員因為纜車墜毀事故被律政司以《架空纜車（安全）條例》的「疏忽處理架空纜車而為他人構成危險罪」起訴，前常務董事高德偉涉嫌疏忽，沒有向該公司員工提供必要的煞車測試程序及工作指引，使轄下的架空纜車可能對附近的人構成不安全。案件於2008年1月10日正式提堂。Skyrail 前助理維修經理李杰來，被控於事發當日疏忽地進行煞車測試，控辯雙方同意合併與 Skyrail 前助理維修經理的傳票處理。2009年3月5日，律政司基於原營運商 Skyrail 已經認罪及判處罰款5,000元，因而承擔了全部責任，若果再次進行審訊則不符合公眾利益，最後決定不起訴高德偉及李杰來兩人。

## 外部連結
- Skyrail ITM 官方網站（页面存档备份，存于）